# 마루트
마루트(/məˈrʊts/; 산스크리트어: मरुत) 또는 마루타가나, 루드라들은 힌두교의 폭풍의 신이자 루드라와 프르시니의 아들들이다. 마루트의 수는 27명에서 60명까지 다양하다 (리그베다 8.96.8에서는 3x60명). 그들은 매우 폭력적이고 공격적이며, 번개와 뇌전 같은 황금 무기로 무장하고, 쇠이빨을 가졌으며 사자처럼 포효하고, 북서쪽에 거주하며, 붉은 말들이 끄는 황금 전차를 타고 다닌다고 묘사된다.
베다 신화에서 마루트는 젊은 전사들의 무리로서 인드라의 동반자 역할을 한다. 프랑스의 비교 신화학자 조르주 뒤메질에 따르면, 그들은 에인헤랴르와 와일드헌트와 동족이다.

## 경전에서
고대 성가집인 리그베다의 만달라 VI에 수록된 66번 찬가는 폭풍우의 자연 현상이 어떻게 폭풍의 신들로 변모하는지에 대한 웅변적인 서술이다.
리그베다에 따르면 그들은 황금 투구와 갑옷을 입고, 도끼를 사용하여 구름을 갈라 비를 내리게 했다. 그들은 산을 흔들 수 있었다. 그들은 루드라의 자손이었지만, 이전에 천상의 주된 우두머리인 인드라에 의해 인정받았으며, 인드라는 마루트반트("마루트와 동행하는 자")라는 칭호를 얻었다. 그들은 또한 여성 신인 로다시와 동행하는데, 로다시는 그들과 함께 하늘을 가로지른다. 그녀는 그들의 어머니이자 루드라의 아내로 다양하게 묘사되며, 마루트의 전차인 구름 위에 서 있거나, 번개를 상징하는 그들의 집단 아내이자 연인으로 묘사된다.
마루트는 천상의 왕인 인드라가 브리트라를 물리치도록 돕고 그에게 힘을 빌려준다. 신화는 인드라가 그들에게 전투에서의 역할을 다투고, 싸움 전에 격려를 해준 후 자신을 버렸다고 비난하며, 현자 아가스티야가 준 희생제를 놓고 다투는 것으로 이어진다. 그러나 신화에서 그들의 인드라 옆자리는 받아들여지며, 다른 곳에서도 그와 함께 나타난다.
푸라나와 같은 후대 전승에 따르면, 마루트는 여신 디티의 찢어진 자궁에서 태어났는데, 인드라가 그녀가 강력한 아들을 낳는 것을 막기 위해 그녀에게 뇌전을 던진 후였다. 여신은 인드라를 위협할 아들을 낳기 전에 한 세기 동안 임신 상태를 유지할 계획이었다.

## 같이 보기
- 아슈빈
- 코료스
- 와일드헌트